# Benoît Bastien

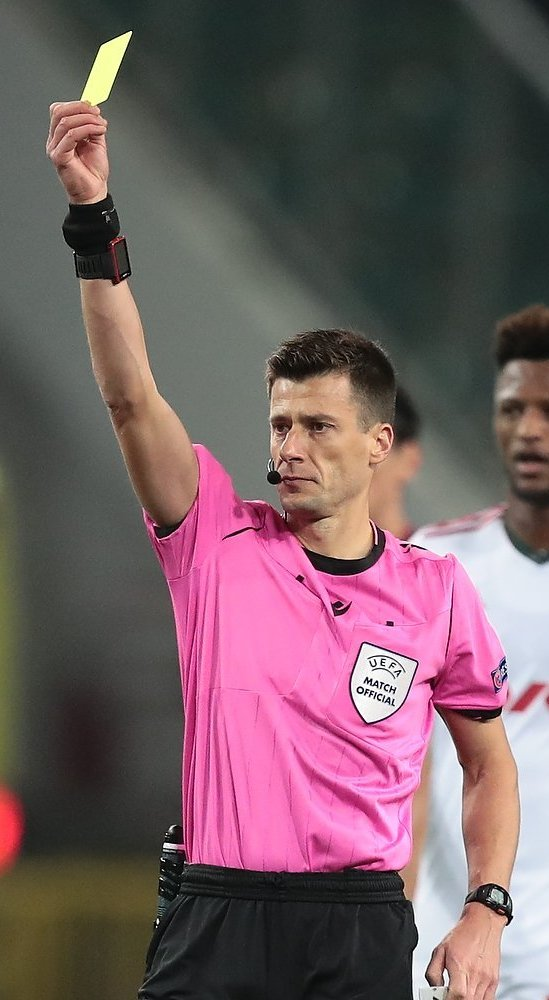
Bastien im Einsatz bei der UEFA-Champions-League-Partie Lokomotive Moskau gegen Atlético Madrid am 3. November 2020.

Benoît Bastien (geb. am 17. April 1983 in Épinal) ist ein französischer Fußballschiedsrichter.

## Karriere
Am 6. August 2010 pfiff Bastien mit der Ligue-2-Partie Stade Reims gegen Stade Laval (1:1) sein erstes Profispiel. Genau ein Jahr später pfiff er im Alter von 28 Jahren mit Stade Brest gegen FC Évian Thonon Gaillard (2:2) seine erste Ligue-1-Partie.
Im Januar 2014 wurde Bastien zum FIFA-Schiedsrichter ernannt und übernahm den Listenplatz von seinem Landsmann Laurent Duhamel, der altersbedingt zurücktrat. Sein erstes internationales Spiel pfiff er am 4. März 2014: U-21 Spaniens gegen U-21 Deutschlands (2:0).
Sein erstes Finale pfiff er am 11. April 2015 im Coupe de la Ligue mit der Partie SC Bastia gegen Paris Saint-Germain (0:4). Mit der 2. Rundenpartie FC Luzern gegen FC St. Johnstone (1:1) am 17. Juli 2014 pfiff er seine erste Partie in der UEFA Europa League und mit der 3. Rundenpartie Hapoel Be’er Scheva gegen Olympiakos Piräus (1:0) am 3. August 2016 seine erste Partie in der UEFA Champions League.
Am 1. Juni 2018 wurde Bastien in die „UEFA Elite Category“, die höchste Einstufung im europäischen Schiedsrichterwesen, aufgenommen.